# Jean Berlit

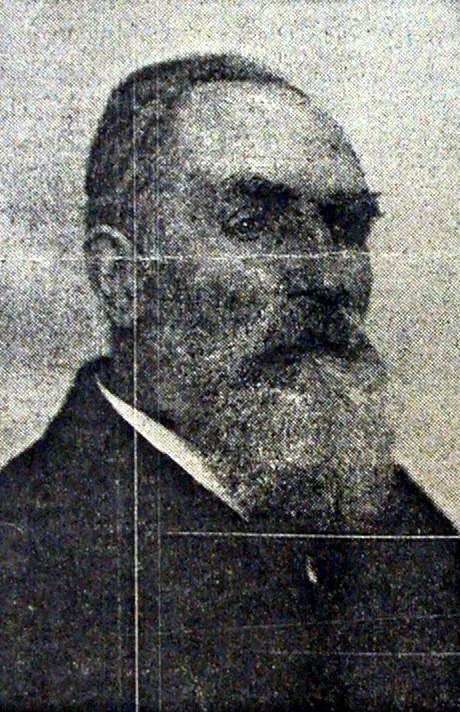
Jean Berlit (1928)

Jean Berlit (* 12. Juni 1848 in Kassel; † 9. Oktober 1937 ebenda; eigentlich Johannes Berlit) war ein deutscher Bäderunternehmer und der Gründer des Luftkurortes Hochwaldhausen.

## Leben
Berlit wurde in Kassel geboren. Sein Vater war Küster an der dortigen St. Martinskirche. Nach dem Besuch der Realschule lernte er in einem Seiden- und Modegeschäft. 1866 wanderte Berlit in die USA aus, wo er zunächst als Übersetzer für eine Zeitung und später als Kaufmann arbeitete. Von 1868 bis 1872 war er in Nebraska ansässig, wo er als Redakteur einer deutsch-amerikanischen Zeitung wirkte und außerdem politisch die Republikanische Partei durch Gründung von Wahlvereinen unterstützte.
An Malaria erkrankt, kehrte er im Herbst 1872 nach Kassel zurück. Vorerst war er Teilhaber einer Bank, machte sich aber schon bald mit einem Kolonialwaren- und Feinkostgeschäft selbstständig. Er entwickelte das Patent für den Kasseler Hafer-Kakao. Berlit wurde auch in der Politik für die liberale Fortschrittspartei tätig. Nach einem Todesfall in der eigenen Familie gab er sein Geschäft auf und wechselte 1879 in die Heilbäderbranche. Sein Spezialgebiet wurde die Anwendung des Kalziums in der Diätik mit besonderer Berücksichtigung der Arterienverkalkung und der Herztätigkeit. Zusammen mit einigen rheinischen Industriellen gründete er 1899 die Aktiengesellschaft Bad Salzschlirf und wurde dort (wie später auch in Bad Orb) Badedirektor. In dieser Eigenschaft suchte er einen Ort für die Nachkur der Bad Salzschlirfer Patienten in einem der benachbarten Mittelgebirge.
Sein Sohn Georg (1878–1946) war der langjährige Kurdirektor (1907–1945) (später auch ein äußerster Miteigentümer) und der Schöpfer der Blütezeit des Kurortes Altheide Bad in der Grafschaft Glatz.
Im Sommer 1902 lernte er bei einer orientierenden Wanderung das Dorf Ilbeshausen im Vogelsberg kennen. Er beschloss, in dessen Nachbarschaft ein Kurviertel anzulegen, und erwarb 1903 ein Gelände direkt am Oberwald. Auf diesem entstand nun der Ort Hochwaldhausen, dessen Aufbau und weitere Entwicklung zu seinem Lebenswerk werden sollten. Nach dem Ersten Weltkrieg bemühte er sich erfolglos um die Anlage einer Siedlung für Kriegsveteranen in Hochwaldhausen. Mehr Erfolg hatte 1927/28 die Ansiedlung eines großzügigen Erholungsheimes der AOK Kassel, in deren Vorstand Berlit war. Auch sein Wohnhaus in Kassel verkaufte er 1925 an die AOK, die an gleicher Stelle bis heute ihren Verwaltungssitz hat.
1918 trat Berlit als Vertrauter von Philipp Scheidemann in die SPD ein und war für diese bis 1922 Stadtrat in Kassel. Noch im hohen Alter betätigte der überzeugte Sozialdemokrat sich 1931 mittels eines Flugblattes in Ilbeshausen und Hochwaldhausen gegen den anwachsenden Nationalsozialismus.